# Doraemon: El nou dinosaure d'en Nobita
Doraemon: El nou dinosaure d'en Nobita (映画ドラえもん のび太の新恐竜, Eiga Doraemon: Nobita no Shin Kyōryū) és una pel·lícula d'aventures de ciència-ficció animada japonesa i la primera pel·lícula de Doraemon que es va estrenar durant l'era Reiwa. Celebra els 50 anys de la franquícia Doraemon, juntament amb Stand by Me Doraemon 2. El guió d'El nou dinosaure d'en Nobita està escrit per Genki Kawamura, que va produir Your Name, El nen i la bèstia i El temps amb tu.
La pel·lícula estava programada originalment per estrenar-se al Japó el 6 de març de 2020. Tanmateix, a causa de la pandèmia de la COVID-19 al Japó, es va ajornar al 7 d'agost de 2020. Es va estrenar en català als cinemes el 10 de novembre de 2023.

## Argument
En Nobita visita una exposició de dinosaures amb l'escola i troba una roca que sembla un fòssil d'un ou de dinosaure. Amb el mocador del temps d'en Doraemon, torna el fòssil al seu estat original i de l'ou en surten dos dinosaures bessons que en Nobita bateja com a Kyu i Myu. En Nobita els cria en secret, però quan es fan més grans i ja no els pot tenir a la seva habitació, en Doraemon li aconsella que els tornin a la seva era. Acompanyats dels seus amics, en Doraemon i en Nobita emprenen un viatge al Cretàcic on viuran una gran aventura en una misteriosa illa de dinosaures.

## Taquilla
Es va estrenar a 377 cinemes amb limitacions en la capacitat dels seients a causa de la pandèmia. El nou dinosaure d'en Nobita va guanyar 3,9 milions de dòlars amb 334.000 espectadors en el seu primer cap de setmana i va ocupar el primer lloc a la taquilla japonesa. Va acabar recaptant 33.942.341 dòlars a taquilla.